# Persone di nome Juan Carlos/Calciatori
| Questa pagina contiene informazioni ricavate automaticamente dalle voci biografiche con l'ausilio del template Bio e di un bot. L'aggiornamento è periodico e automatico e ricostruisce completamente la pagina. Se manca una persona in questa lista, sei pregato di non aggiungerla, ma accertati piuttosto che la sua voce biografica contenga il template Bio e che i dati anagrafici siano correttamente compilati. Se il template Bio manca, inseriscilo tu stesso o, in alternativa, metti l'avviso {{tmp\|Bio}} che ne segnala la mancanza. Se i dati riportati sono sbagliati, correggi direttamente la voce biografica; le modifiche saranno visibili in questa lista entro pochi giorni. Per chiarimenti vedi il progetto biografie. La lista contiene solo le 100 persone che sono citate nell'enciclopedia e per le quali è stato implementato correttamente il template Bio. Pagina aggiornata al 24 mar 2024. |

Questa è una lista di persone presenti nell'enciclopedia che hanno il prenome Juan Carlos e sono calciatori.

## A(8)
- Juan Carlos Ablanedo, ex calciatore spagnolo (Mieres, n. 1963)
- Carlos Aguilera Martín, ex calciatore spagnolo (Madrid, n. 1969)
- Juan Carlos Almada, ex calciatore argentino (Morón, n. 1965)
- Juan Carlos Alzugaray, calciatore uruguaiano
- Juan Carlos Arce, calciatore boliviano (Santa Cruz de la Sierra, n. 1985)
- Juan Carlos Arteche, calciatore spagnolo (Maliaño, n. 1957 - Madrid, † 2010)
- Juan Carlos Auzoberry, ex calciatore argentino (Almirante Brown, n. 1936)
- Juan Azócar, calciatore venezuelano (Maracay, n. 1995)

## B(4)
- Juan Carlos Babio, ex calciatore venezuelano (n. 1965)
- Juan Carlos Bazalar, ex calciatore peruviano (Lima, n. 1968)
- Juan Carlos Blanco, ex calciatore uruguaiano (Dolores, n. 1946)
- Juan Carlos Burbano, ex calciatore ecuadoriano (Quito, n. 1969)

## C(7)
- Juan Carlos Calvo, calciatore uruguaiano (Montevideo, n. 1906 - † 1977)
- Juan Carlos Chávez Pérez, ex calciatore boliviano (n. 1972)
- Juan Carlos Colman, calciatore argentino (Concordia, n. 1922 - † 1999)
- Juan Carlos Corazzo, calciatore e allenatore di calcio uruguaiano (Montevideo, n. 1907 - † 1986)
- Juan Carlos Corbalan, calciatore maltese (n. 1997)
- Juan Covarrubias, ex calciatore cileno (Temuco, n. 1961)
- Juan Carlos Cárdenas, calciatore argentino (Santiago del Estero, n. 1945 - Buenos Aires, † 2022)

## D(4)
- Juan Carlos Docabo, ex calciatore argentino (Buenos Aires, n. 1970)
- Juan Carlos Domínguez, calciatore argentino (n. 1943 - † 2021)
- Juan Carlos Díaz Mena, calciatore colombiano (Chocó, n. 2001)
- Juan Carlos de Lima, ex calciatore uruguaiano (Florida, n. 1962)

## E(2)
- Juan Carlos Escobar, ex calciatore colombiano (Cali, n. 1982)
- Juan Carlos Espinoza, calciatore cileno (Talcahuano, n. 1991)

## F(5)
- Juan Carlos Falcón, calciatore argentino (n. 1979)
- Juan Familia-Castillo, calciatore olandese (Amsterdam, n. 2000)
- Juan Carlos Ferreyra, calciatore argentino (Rama Caída, n. 1983)
- Juan Carlos Fonda, calciatore argentino (Vedia, n. 1919)
- Juan Carlos Franco, ex calciatore paraguaiano (n. 1973)

## G(8)
- Juan Carlos Gaete, calciatore cileno (Puente Alto, n. 1997)
- Juan Carlos Gangas, ex calciatore cileno (Santiago, n. 1944)
- Juan Carlos Garay, ex calciatore ecuadoriano (n. 1968)
- Juan Carlos García Barahona, calciatore honduregno (Tela, n. 1988 - Tegucigalpa, † 2018)
- Juan Gauto, calciatore argentino (Perito Moreno, n. 2004)
- Juan Carlos González, ex calciatore cileno (Santiago del Cile, n. 1968)
- Juan Carlos González, calciatore uruguaiano (Montevideo, n. 1924 - Buenos Aires, † 2010)
- Juan Carlos Guzmán, ex calciatore argentino (Buenos Aires, n. 1941)

## H(3)
- Juan Carlos Henao, ex calciatore colombiano (Medellín, n. 1971)
- Juan Carlos Heredia Anaya, ex calciatore argentino (Córdoba, n. 1952)
- Juan Carlos Heredia, calciatore argentino (Córdoba, n. 1922 - † 1987)

## I(2)
- Juan Carlos Iribarren, calciatore argentino (n. 1901)
- Juan Carlos Irurieta, calciatore argentino

## J(1)
- Juan Carlos Jácome, ex calciatore ecuadoriano (Quito, n. 1960)

## L(6)
- Juan Carlos La Rosa, calciatore peruviano (Tumán, n. 1980)
- Juan Carlos Lallana, calciatore argentino (Rosario, n. 1938 - Rosario, † 2022)
- Juan Carlos Leaño, ex calciatore messicano (Guadalajara, n. 1977)
- Juan Carlos Leiva, calciatore uruguaiano (n. 1933)
- Juan Carlos Letelier, ex calciatore cileno (Valparaíso, n. 1959)
- Juan Carlos Lorenzo, calciatore e allenatore di calcio argentino (Buenos Aires, n. 1922 - Buenos Aires, † 2001)

## M(12)
- Juan Carlos Mamelli, ex calciatore argentino (Catamarca, n. 1946)
- Juan Carlos Mariño, ex calciatore peruviano (Lima, n. 1982)
- Juan Carlos Martín Corral, calciatore spagnolo (Guadalajara, n. 1988)
- Juan Carlos Masnik, calciatore uruguaiano (El Tala, n. 1943 - † 2021)
- Juan Carlos Medina, ex calciatore messicano (Torreón, n. 1983)
- Juan Carlos Menseguez, calciatore argentino (Córdoba, n. 1984)
- Juan Carlos Mesías, calciatore uruguaiano (n. 1933 - † 2002)
- Juan Carlos Montenegro, calciatore boliviano (San Borja, n. 1997)
- Juan Carlos Mora, calciatore venezuelano (San Cristóbal, n. 1994)
- Juan Carlos Moreno, ex calciatore spagnolo (Barcellona, n. 1975)
- Juan Carlos Murúa, calciatore argentino (Posadas, n. 1935 - † 2023)
- Juan Carlos Muñoz, calciatore argentino (Avellaneda, n. 1919 - Avellaneda, † 2009)

## O(4)
- Juan Obregón, calciatore honduregno (New York, n. 1997)
- Juan Carlos Ocampo, ex calciatore uruguaiano (Dipartimento di Soriano, n. 1955)
- Juan Carlos Olave, ex calciatore argentino (Córdoba, n. 1976)
- Juan Carlos Orellana, calciatore cileno (Santiago del Cile, n. 1955 - Santiago del Cile, † 2022)

## P(9)
- Juan Carlos Paredes, calciatore ecuadoriano (Esmeraldas, n. 1987)
- Juan Carlos Paz, ex calciatore uruguaiano
- Juan Pedevilla, calciatore argentino (Buenos Aires, n. 1909)
- Juan Carlos Plata, ex calciatore guatemalteco (Città del Guatemala, n. 1971)
- Juan Carlos Portillo González, ex calciatore spagnolo (Malaga, n. 1970)
- Juan Carlos Portillo, calciatore salvadoregno (n. 1991)
- Juan Portillo, calciatore argentino (Puerto Rico, n. 2000)
- Juan Carlos Pérez López, calciatore spagnolo (Santander, n. 1945 - Santander, † 2012)
- Juan Carlos Pérez López, calciatore spagnolo (Boadilla del Camino, n. 1990)

## R(7)
- Juan Carlos Ramírez, ex calciatore colombiano (Medellín, n. 1972)
- Juan Carlos Real Ruiz, calciatore spagnolo (La Coruña, n. 1991)
- Juan Carlos Rodríguez, ex calciatore spagnolo (Puente Castro, n. 1965)
- Juan Carlos Rojas Guerra, ex calciatore messicano (Romita, n. 1984)
- Juan Carlos Ruiz, ex calciatore boliviano (n. 1968)
- Juan Carlos Russo, ex calciatore argentino
- Juan Carlos Ríos, ex calciatore boliviano (Tarija, n. 1972)

## S(10)
- Juan Carlos Salvini, calciatore argentino
- Juan Carlos Sarnari, calciatore argentino (Santa Fe, n. 1942 - Bogotà, † 2023)
- Juan Carlos Sconfianza, ex calciatore argentino (Buenos Aires, n. 1943)
- Juan Carlos Silva, calciatore messicano (Città del Messico, n. 1988)
- Juan Sobrero, calciatore argentino
- Juan Carlos Socorro, ex calciatore venezuelano (Caracas, n. 1972)
- Juan Carlos Stauskas, ex calciatore argentino (Buenos Aires, n. 1939)
- Juan Carlos Sánchez Ampuero, calciatore boliviano (Cochabamba, n. 1985)
- Juan Carlos Sánchez Martínez, ex calciatore spagnolo (Calvià, n. 1987)
- Juan Carlos Sánchez, ex calciatore boliviano (n. 1971)

## T(3)
- Juan Carlos Tacchi, calciatore argentino (Basavilbaso, n. 1932 - Trasacco, † 2007)
- Juan Carlos Toja, ex calciatore colombiano (Bogotà, n. 1985)
- Juan Carlos Touriño, calciatore argentino (Buenos Aires, n. 1944 - Buenos Aires, † 2017)

## V(4)
- Juan Carlos Valenzuela, ex calciatore messicano (Guaymas, n. 1984)
- Juan Carlos Verdeal, calciatore e allenatore di calcio argentino (Puerto Madryn, n. 1918 - Rio de Janeiro, † 1999)
- Juan Carlos Vidal, ex calciatore spagnolo (Bilbao, n. 1954)
- Juan Carlos Villamayor, ex calciatore paraguaiano (n. 1969)

## Z(1)
- Juan Carlos Zubzuck, ex calciatore peruviano (Oberá, n. 1965)